# Речиця (Болгарія)
Речи́ця (болг. Речица) — село в Бургаській області Болгарії. Входить до складу общини Руєн.

## Населення
За даними перепису населення 2011 року у селі проживали 830 осіб.
Національний склад населення села:
| Національність   | Кількість осіб | Відсоток |
| ---------------- | -------------- | -------- |
| турки            | 812            | 99,0%    |
| не визначились   | 6              | 0,7%     |
| Всього відповіли | 820            |          |

Розподіл населення за віком у 2011 році:
Динаміка населення: